# Prosopocoilus speciosus
Prosopocoilus speciosus es una especie de coleóptero de la familia Lucanidae.

## Distribución geográfica
Habita en la India.